# دويه كاليتا-كار
دويي تشاليتا-تسار (بالكرواتية: Duje Ćaleta-Car) (و. 1996  م) هو لاعب كرة القدم، من كرواتيا، ولد في شيبينيك، شارك في كأس العالم لكرة القدم 2018، يلعب كقلب الدفاع في نادي ريال سوسيداد.

## مسيرته في الأندية
انضم تشاليتا-تسار إلى نادي ليفرينغ عام 2014 قادمًا من نادي باشينغ. وشارك لأول مرة في الدوري النمساوي مع نادي ليفيرينغ في 25 يوليو 2014 ضد نادي فيينا.[٥]

## روابط خارجية
- دويي تشاليتا-تسار على موقع الاتحاد الدولي (مؤرشف)  (الإنجليزية)
- دويي تشاليتا-تسار على موقع الاتحاد الأوربي (الإنجليزية)
- دويي تشاليتا-تسار على موقع اتحاد كرواتيا (الكرواتية)
- دويي تشاليتا-تسار على موقع إي إس بي إن إف سي (الإنجليزية)
- دويي تشاليتا-تسار على موقع قاعدة بيانات كرة القدم.إي يو (الإنجليزية)
- دويي تشاليتا-تسار على موقع ليكيب (الفرنسية)
- دويي تشاليتا-تسار على موقع ناشيونال فوتبول تيمز (الإنجليزية)
- دويي تشاليتا-تسار على موقع Soccerbase.com (لاعب) (الإنجليزية)
- دويي تشاليتا-تسار على موقع Soccerway.com (الإنجليزية)
- دويي تشاليتا-تسار على موقع عالم كرة القدم.نت (الإنجليزية)